# ママレード・ボーイ little
『ママレード・ボーイ little』（ママレード・ボーイ リトル、marmalade boy little ）は、吉住渉による日本の漫画作品。集英社の少女漫画誌『Cocohana』にて2013年5月号から2018年11月号まで連載された。
同じ作者による『ママレード・ボーイ』の13年後を舞台に、同作の主人公の妹と弟を主人公としている。

## あらすじ
前作『ママレード・ボーイ』 でのハッピーエンドから13年後。
社会人となった小石川光希と松浦遊のカップルは、結婚は保留にはしていたが、幸せな同棲生活を続けていた。そんな2人の両親たちには、それぞれ子どもが誕生していた。要士と留美の娘の松浦立夏と、仁と千弥子の息子の小石川朔。2人は複雑な家庭環境の中で、姉弟のような関係で育ってきた。
かつて、光希と遊らが通った私立桐稜大学附属の中等部に入学した立夏と朔。そこで、名村慎一と茗子の息子である名村碧に傘を貸してもらったことから、立夏は彼に一目ぼれをしてしまう。さらに学年一の美少女である笹宮レナが、朔にアプローチを開始する。しかし、朔のことを《弟》として扱う立夏に対して、朔は《姉》と思ったことはなく「立夏が好きで、結婚する」と宣言する。
互いの恋愛を成就すべく、レナと協力することになった立夏は、朔と碧を誘ってダブルデートをするが、碧には「幼馴染の年上の彼女」がいることが判明。しかしその後、碧は彼女に一方的に振られてしまったことから、立夏とデートして付き合うことになる。
だが、朔の一途な想いを知った立夏は、次第に朔のことを考えるようになり、クリスマスデートの時にそれを察した碧に振られてしまう。そのことを機に、朔が「京都の学校に転入希望している」と勘違いして、朔が大切だと気付いた立夏は、朔は恋人として付き合うようになり、家族公認の仲となる。
その他、前作にも登場したバンドボーカル土屋蛍とモデル土屋すずが結婚することになったり、教師となった須王銀太と海外赴任していた亜梨実がよりを戻して子供が出来たりと、さらに遊と光希が結婚して双子を授かるなど、それぞれの恋愛模様が描かれていく。
また、京都に旅行した際に知り合った三鷹広大が、親友の笑里の幼馴染であったことが判明し、過去の誤解がとけて2人は付き合うようになる。彼氏と遠距離恋愛になり最終的に自然消滅になってしまったレナが、碧と付き合うことになる。
立夏と朔の2人は「将来結婚しよう」と約束し、家族一同が集まったところで許可をもらうところで、物語は終わりを告げる。

## 登場人物

### 主人公とその家族
松浦 立夏（まつうら りっか）
主人公。要士と留美の娘（要士の長女、留美の次女）。私立桐稜大学附属中学校1年生。テニス部所属。5月5日生まれの牡牛座、血液型はO型。
6歳の時に松浦家と小石川家の複雑な家族構成を知らされる。入学後まもなく出会った碧に惚れ、紆余曲折の末につきあい始めるが、朔の事を一人の男性として意識するようになってから、異性としても家族としても朔のことが一番大切なことに気付き。碧とは別れ朔と恋人同士になった。最終話では保育士を目指す為、京都の大学を受験することを決めて朔とは高校を卒業したら学生結婚する約束をした。
小石川 朔（こいしかわ さく）
もう一人の主人公。仁と千弥子の息子（仁の長男、千弥子の次男）。立夏より7か月年下。私立桐稜大学附属中学校1年生。テニス部所属。立夏に好きだと告白する。12月1日生まれの射手座、血液型はAB型。
遊と同じく非常に頭が良く期末テストでは学年1位を取り、リバーシのようなゲームも得意だが立夏にはわざと負けていた。
後に立夏と恋人同士になる。最終的に建築系の京都にある大学を受験することを決め、立夏にプロポーズした。
松浦 光希（まつうら みき）（旧姓：小石川）
前作「ママレード・ボーイ」の主人公。立夏と朔の姉（立夏とは異父姉妹、朔とは異母姉弟）。仁と留美の娘。
遊とは長らく同棲して事実婚の状態だったが、そろそろ子供も欲しいと思っていたところでプロポーズされ、結婚した。最終巻では遊との間に長男・楓（ふう）と長女・木々那（ここな）の2児を授かった。
松浦 遊（まつうら ゆう）
光希の夫で立夏と朔の兄（立夏とは異母兄妹、朔とは異父兄弟）。要士と千弥子の息子。
高校時代の先輩・三輪悟史と「MM建築設計事務所」を立ち上げた。悟史から光希の事をちゃんとするよう諭され、美術館のコンペに通った際にプロポーズした。最終巻では光希との間に長男・楓と長女・木々那の2児を授かる。
両親s（りょうしんず）
松浦 要士（まつうら ようじ）
遊と立夏の父。
松浦（小石川） 留美（まつうら るみ）（旧姓：児島）
光希と立夏の母。仁と離婚後、要士と再婚し、遊の義母となり、要士との間に立夏をもうける。
小石川 仁（こいしかわ じん）
光希と朔の父。
小石川（松浦） 千弥子（こいしかわ ちやこ）（旧姓：並木）
遊と朔の母。要士と離婚後、仁と再婚し、光希の義母となり、仁との間に朔をもうける。
|         | 松浦 立夏 | 小石川 朔 | 小石川 光希 | 松浦 遊 |
| ------- | --------- | --------- | ----------- | ------- |
| 父      | 要士      | 仁        | 仁          | 要士    |
| 母      | 留美      | 千弥子    | 留美        | 千弥子  |
| 姉 / 妹 | 光希      | 光希      | 立夏        | 立夏    |
| 姉 / 妹 | 異父姉    | 異母姉    | 異父妹      | 異母妹  |
| 兄 / 弟 | 遊        | 遊        | 朔          | 朔      |
| 兄 / 弟 | 異母兄    | 異父兄    | 異母弟      | 異父弟  |
|              | 要士           | 留美            | 仁              | 千弥子          |
| ------------ | -------------- | --------------- | --------------- | --------------- |
| 元伴侶       | 千弥子         | 仁              | 留美            | 要士            |
| 元伴侶との子 | 遊             | 光希            | 光希            | 遊              |
| 元伴侶との子 | 長男（第一子） | 長女（第一子）※ | 長女（第一子）※ | 長男（第一子）※ |
| 現伴侶       | 留美           | 要士            | 千弥子          | 仁              |
| 現伴侶との子 | 立夏           | 立夏            | 朔              | 朔              |
| 現伴侶との子 | 長女（第二子） | 次女（第二子）  | 長男（第二子）※ | 次男（第二子）※ |
※千弥子は遊を産む前に仁との間に儲けた子供を流産している為、繰り下がりが生じる。

### 桐稜大学附属中学校
立夏・朔の通う中学校で、光希・銀太・茗子・三輪の母校（遊は高校から進学）。
須王 銀太（すおう ぎんた）
私立桐稜大学附属中学校の英語教師兼男子テニス部顧問。光希・遊・茗子の元同級生。立夏達には「銀ちゃん」と呼ばれている。
妻の亜梨実とは大学卒業後に結婚したが、亜梨実は3年前からロンドンに単身赴任中で、子作りに関する意見の相違で別居中で離婚の危機にあった。
現在は関係を修復し、亜梨実との間に長男・晴太を授かる。
名村 碧（なむら あおい）
朔のクラスメイト。名村慎一と茗子の息子。現在は母方の祖父母の元に住んでいる。2月27日生まれの魚座、血液型はA型。
幼馴染の彼女がいたが突然ふられてしまい、立夏に告白し、一時期交際するが、朔が一番大切だと気付いた立夏の気持ちを尊重して破局する。
笹宮 レナ（ささみや レナ）
朔のクラスメイト。学年一の美少女でモテる。成績も良い。朔のことが好きで立夏に互いの恋が実るよう協力しようと持ちかけた。10月11日生まれの天秤座、血液型はB型。
校外学習の前の日に朔に告白したがふられ、テニス部の部長に告白されてつきあい始める。
小島 笑里（こじま えみり）
立夏の親友。兄がいて自称ブラコン気味。4月30日生まれの牡牛座、血液型はAB型。

### 光希と遊の知人・友人
名村 茗子（なむら めいこ）（旧姓：秋月）
碧の母。光希・遊・銀太の元同級生。小説家。
夫・名村慎一と共に広島在住。前作高校時代の髪型はソバージュのロングヘアーだったが現在はソバージュのセミロング。
三輪 悟史（みわ さとし）
光希・遊・銀太・茗子の高校時代の先輩で元生徒会長。「MM建築設計事務所」の遊の共同経営者。
妻と愛梨という2歳の娘がいる。前作高校時代の髪型はロン毛だったが現在は短髪。
須王 亜梨実（すおう ありみ）（旧姓：鈴木）
銀太の妻。遊の中学時代の同級生で光希・銀太とは大学時代の同級生。ロンドンに本社を置く外資系企業に勤める。
ロンドンに転勤する際に離婚届を置いていったが、それは仕事が面白く、早くに子供が欲しいという銀太に申しわけないと思い銀太が他のパートナーを見つけた時のためであった。
帰国後に誤解が解け、関係を修復した。光希に来年一緒に出産するため頑張ろうともちかける。その後、銀太との間に授かった長男・晴太を出産。
土屋 すず（つちや すず）（旧姓：佐久間）
悟史の従姉妹で人気モデル。かつては遊が家庭教師をしていた。ママモデルへの転向を考えており、蛍と婚約した。2年後には順調に蛍と結婚、長女・璃音も授かった。
土屋 蛍（つちや けい）
クラシック系バンドのピアニスト。光希とはバイト先での同僚だった。すずとつきあっており結婚についてはまだ考えていなかったが、バンドメンバーの白畑に焚き付けられてプロポーズした。2年後には無事に結婚。長女・璃音も誕生している。

### その他
六反田 登（ろくたんだ のぼる）
銀太の従姉弟である六反田姉弟の姉の息子。榊学園のテニス部所属で立夏・朔らと同級。
叔父・務にそっくりでレナに惚れる。
三鷹 広大（みたか こうだい）
笑里の幼馴染。六反田とは親友。

## 書誌情報
- 吉住渉 『ママレード・ボーイ little』 集英社〈マーガレットコミックス〉、全7巻
  1. 2013年11月25日発売[2]、ISBN 978-4-08-845136-7
  2. 2014年5月23日発売[3]、ISBN 978-4-08-845219-7
  3. 2015年2月25日発売[4]、ISBN 978-4-08-845354-5
  4. 2015年10月23日発売[5]、ISBN 978-4-08-845469-6
  5. 2017年1月25日発売[6]、ISBN 978-4-08-845711-6
  6. 2018年3月23日発売[7]、ISBN 978-4-08-844012-5
  7. 2018年11月22日発売[8]、ISBN 978-4-08-844128-3